# Michèle Rivasi
Michèle Rivasi   (Montelaimar, 9 de febrer de 1953 - Brussel·les, 29 de novembre de 2023) va ser una política francesa membre del Parlament Europeu d'ençà el 2009 pel partit Europa Ecologia-Els Verds (EELV). Escollida diputada del 1997 al 2002 i vicepresidenta del Consell General de la Droma i adjunta a l'alcaldessa de la ciutat de Valença del 2008 al 2009. Al Parlament Europeu va ser una especialista en qüestions de salut ambiental (ones electromagnètiques, vacunes, homeopatia).